# Раґходжі II
Раґходжі II (д/н — 22 березня 1816) — 5-й магараджа Наґпура в 1788—1816 роках.

## Життєпис

### Молоді роки
Походив з династії Бхонсле, гілки Хінганікар. Онук магараджи Раґходжі I, син Мудходжі. Його батько боровся проти свого зведеного брата — магараджи Джаноджі, який десь на початку 1760-х років всиновив Раґходжі, якого оголосив своїм спадкоємцем.
1772 року після смерті Джаноджі йому завадив посісти обіцяний трон інший стрийко батька — Сабаджі. Це спричинило війну останнього з Мудходжі, яку той виграв 1775 року. Проте залишив владу собі, а не передав Раґходжі, який знову був оголошений спадкоємцем трону. 1778 року радив батькові підтримати британців у протистоянні з пешвою Мадхав Рао II.
1785—1787 роках за відсутності Мудходжі I, що брав участь у поході проти Майсуру, Раґходжі управляв князівством Наґпур. 1788 року після смерті батька став новим магараджею.

### Володарювання
Спочатку продовжував політику попередника, спрямована на союз з Британською Ост-Індською компанією. Активно сприяв землеробству, ремеслам і торгівлі, площа посівів і прибутки продовжували збільшуватися за досить справедливої та надзвичайно простої системи правління й оподаткування. У 1796—1798 роках викупив Хошангабад і нижню долину Нармади. 1799 року відкинув пропозицію Британської Ост-Індської компанії підписати субсидіарний договір. Але 1801 року сусід Нагпурського князівства — Гайдарабад — фактично опинився під зверхністю британців, що Раґходжі II розцінив як загрозу собі.
1803 року приєднався до Даулат Рао Скіндії, магараджи Гваліору, з яким виступив проти британців. 23 вересня спільно із Скіндією зазнав поразки в битві при Асаі від британської армії під орудою Артура Веллслі. 29 листопада союзники зазнали нової поразки в битві при Аргаоні. За цим впала нагпурська фортеця Ґавілґур. За підсумками цього магараджа уклав в Деогаоні договір, за яким поступився Британській Ост-Індській компанії поступився Каттаком (фактично Оріссою), південним Бераром і Самбалпуром, що становило 1/3 території князівства. Останні володіння Раґходжі II передав лише у 1806 році. Разом з тим Найят Мухаммад-хан, набоб Бгопалу, захопив Хошангабад і Сеоні.
Задля поповнення скарбниці, що зазнала втрат внаслідок поступки значних володінь. значно збільшив податки та інші збори, що значно вдарила до економіці. 1807 року виступив проти Гоуса Мухаммад-хана, нового набоба Бгопала, захопивши Каінпурваді та Чанкігад. Але не виплати піндарі (найманців) грошей призвело до масових грабунків ворожої території, а потім й власне князівства Нагпур. Цією невдачею скористалися британці, які нав'язали магараджи згоду на встановлення в Нагпурі резидентури Компанії.
1809 року Джіджаба Гатґе, субедар Джуббулпору, зазнав поразки від мухаммада Амір-хана, одного з провідників піндарі. 1811 року піндарі грабуючи, підійшли до столиці Раґходжі II, але командувачі останнього — Алі-хан та Малджі Ахір Рао — відбили цю атаку. Саме в цей час було побудовано більшість численних сільських фортець, до яких селянин відступав із наближенням цих грабіжників. Протягом наступних декількох років магараджа змусив піндарі залишити межі його володінь.
Пізніше домовився з магараджею Даулат Рао Скіндією щодо спільної атаки на Бгопал, столицю якого було взято в облогу 1814 року. Втім здолати супротивника не вдалося, оскільки набоб отримав допомогу від британців. Раґходжі II не наважився на нову війну Британської Ост-Індської компанії.
Помер Раґходжі II 1816 року. Йому спадкував син Парсоджі.